# Neptuno alegórico

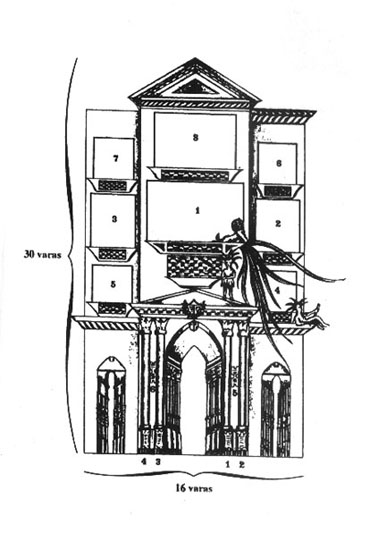
Reconstrucción del Neptuno alegórico.

El Neptuno alegórico es un largo texto en prosa escrito por Sor Juana Inés de la Cruz, para celebrar la entrada a la Ciudad de México del virrey Tomás de la Cerda y Aragón, marqués de la Laguna, y a su esposa María Luisa Manrique de Lara y Gonzaga, el 30 de noviembre de 1680. A la vez, Sor Juana publicó un larguísimo soneto a manera de explicación del arco. Consta de tres partes principales: la «Dedicatoria», «Razón de la fábrica» y «Explicación del arco».
En los lienzos y estatuas de este arco de triunfo se representaron las virtudes del nuevo virrey, personificadas por la figura de Neptuno. La obra se adscribe en una larguísima tradición clásica que vincula las bondades de héroes o gobernantes con arcos triunfales y a un contexto alegórico específico. Aunque se vincula al marqués solo con el dios del mar, su divinización abarca todos los reinos naturales. Fue muy bien recibida en la sociedad novohispana, tanto por los virreyes entrantes como por buena parte del clero.

## Análisis

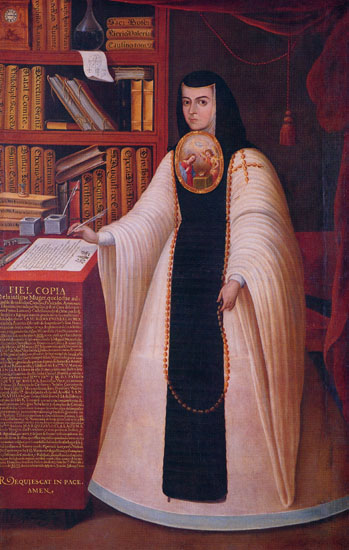
Retrato de Sor Juana, por Juan de Miranda (circa 1680).

Para Octavio Paz, la obra, además de estar influida por Atanasio Kircher, establece una conexión entre la veneración religiosa del antiguo Egipto y el cristianismo de la época. Esta obra fue, además, causa de la ofuscación de Antonio Núñez de Miranda, confesor y amigo de la poetisa. Varios autores conjeturan que el prelado estaba celoso del prestigio que su amiga iba adquiriendo en la corte, al tiempo que el suyo decaía, lo que resquebrajó su relación. Poco después, sintiéndose con el apoyo de los virreyes, Sor Juana se permite despedirlo como confesor.
Toda la obra está repleta de alusiones mitólogicas, una constante en la obra de Sor Juana. Sin embargo, ésta puede ser la composición que más alude a la mitología, junto con Amor es más laberinto. La monja representa, a través del dios y de su esposa Anfítrite, a los alter ego del virrey y su esposa. Los virreyes quedaron tan satisfechos con la obra de Sor Juana que ese sería el comienzo de una larga y fructífera amistad, pues ambos se convertirán en sus mecenas.
Sor Juana rechazó la idea de glorificar a su gobernante a través de alusiones a las tribus aztecas, como lo hizo su amigo Carlos de Sigüenza y Góngora. Fue compuesta en presente, al contrario de la mayoría de los trabajos de Sor Juana. Es una de las obras más eruditas de la monja, repleta de alusiones al mundo grecorromano como Homero, Ovidio, Cicerón y Virgilio.
Para Octavio Paz, el Neptuno alegórico es "un perfecto ejemplo de la admirable y execrable prosa barroca, prosopopéyica, cruzada de ecos, laberintos, emblemas, paradojas, agudezas, antítesis, coruscante de citas latinas y nombres griegos y egipcios, que en frases interminables y sinuosas, lenta pero no agobiada con sus arreos, avanza por la página con cierta majestad elefantina".